# Kloster Söflingen
Das Reichsstift Söflingen ist ein ehemaliges Klarissen-Nonnenkloster in Söflingen (heute ein Stadtteil von Ulm), in der Diözese Rottenburg-Stuttgart, einst zum Bistum Konstanz gehörend. Söflingen war das älteste und bedeutendste Klarissenkloster in Deutschland.

## Geschichte

### Ursprung des Klosters
Die urkundlich belegte Geschichte des Klarissenkonvents Söflingen beginnt 1237 „auf dem Gries“ (am Ufer der Donau) östlich der Reichsstadt Ulm. Der Adlige Ulrich von Freiberg übertrug seinen dortigen Besitz den dort ansässigen Schwestern der Heiligen Elisabeth (Gemeinschaft der hl. Elisabeth). Dieser Zusammenschluss frommer Frauen in Form einer klösterlichen Gemeinschaft dürfte einige Jahre vor die Schenkung zurückreichen.
1239 wurden die Schwestern von Papst Gregor IX. auf die Ordensregel von San Damiano verpflichtet. Dort war 1212 unter der Leitung von Clara von Assisi der erste nach ihr benannte Konvent der Klarissen entstanden.

### Verlegung nach Söflingen
Vor 1258 wurde das Kloster aus unbekannten Gründen nach Söflingen verlegt. Willibirgis von Helfenstein, eine gebürtige Gräfin von Dillingen, stiftete Grund in Söflingen, damit dort für 72 Schwestern ein Kloster errichtet werden konnte. Auch weitere Güter erwarb das Kloster vor allem von den Grafen von Dillingen.
Das wirtschaftlich gut ausgestattete und angesehene Kloster wurde schnell für die Verbreitung des Klarissen-Ordens in Oberdeutschland bedeutsam. So wirkten bereits im Jahr 1252 Söflinger Nonnen an der Gründung des Klarissenklosters Pfullingen mit. Andere Klostergründungen des Zweiten Ordens des Hl. Franziskus folgten unter Beteiligung Söflingens, so auch die des Klosters Königsfelden 1312.
Im Jahr 1258 schenkte Graf Hartmann IV. von Dillingen allen Familienbesitz in Söflingen dem Kloster, das den Besitz in der Folgezeit weiter ausbaute.

### Das Kloster im Mittelalter

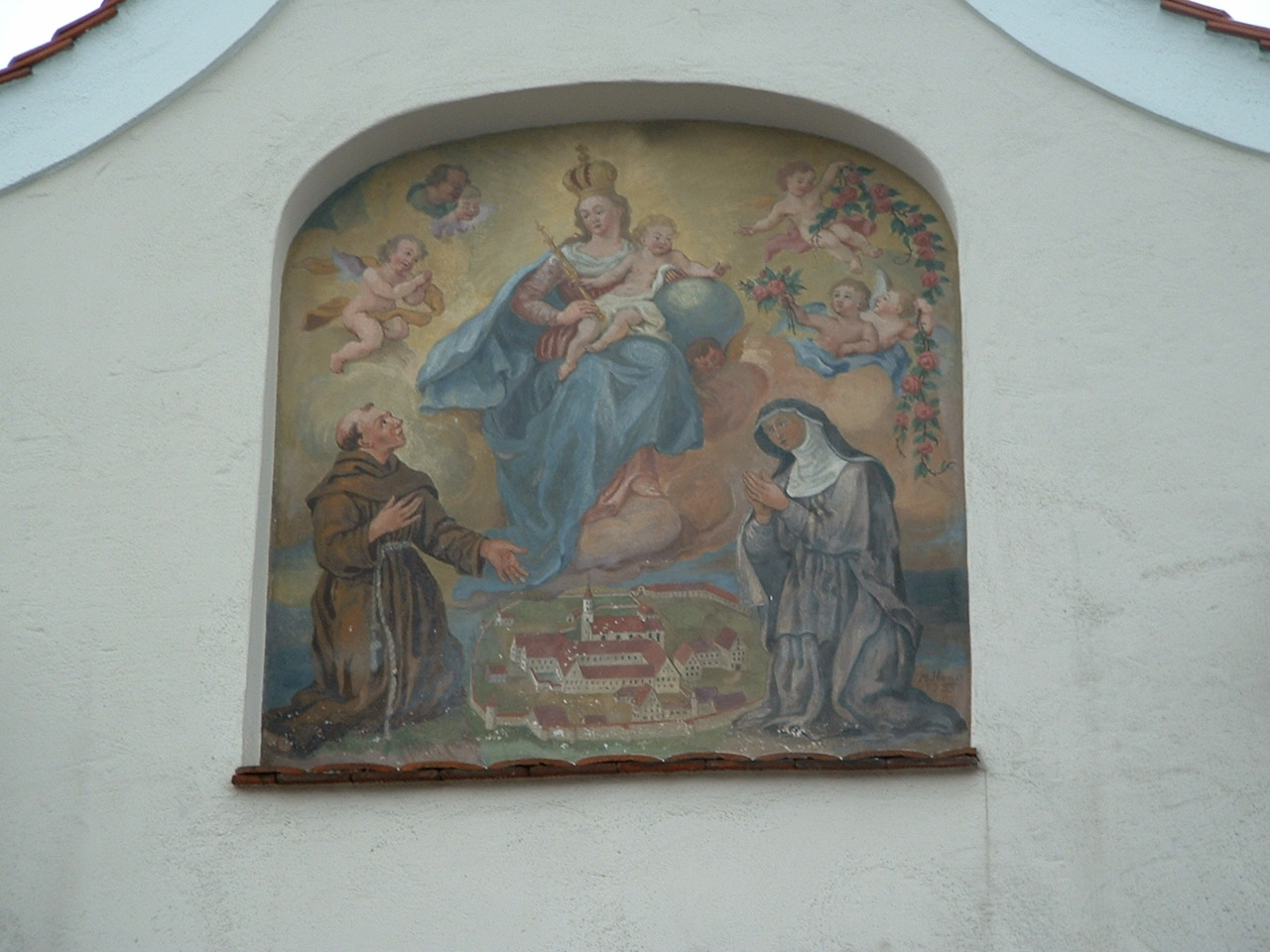
Darstellung der Abtei im 18. Jahrhundert

Mindestens seit dem 14. Jahrhundert lebten die Söflinger Schwestern nach der von Papst Urban IV. 1263 veröffentlichten Ordensregel für die Klarissen, die einerseits ein Leben in strenger Klausur vorsah, aber andererseits ausgedehnte Besitzungen erlaubte. Die Leitung des Klosters oblag, der Regel entsprechend, einer Äbtissin. Der Konvent bestand aus Chor- und Laienschwestern.
1356/57 unterstellte Kaiser Karl IV. das Kloster dem Schutz der Reichsstadt Ulm, bestätigte ihm aber 1368 viele Freiheiten, darunter das Recht, vogtfrei zu sein. Diese unklare Regelung führte zu Jahrhunderte langen Auseinandersetzungen zwischen Söflingen und Ulm, die erst im 18. Jahrhundert durch einen rechtlichen Kompromiss beigelegt werden konnten.
Infolge einer Bulle Papst Sixtus’ IV. von 1483 kam Söflingen 1484 geistlich unter die Aufsicht der Observantenbewegung und wurde in die Oberdeutsche Observantenprovinz eingegliedert, die in Söflingen auch eine kleine Niederlassung errichtete. Die in diesem Zusammenhang neugewählte Reformäbtissin Elisabeth Reichner hatte den Auftrag, zuvor eingetretene Übertretungen der Ordensregel – wie die Anhäufung von Privateigentum durch die Schwestern, Verletzung der Klausur, Vernachlässigung des Gottesdienstes und „Sittenlosigkeit“ –  abzustellen und den Konvent wieder zu einem regelkonformen Ordensleben zurückzuführen. Elisabeth gelang nicht nur die innere Erneuerung, auch wirtschaftlich prosperierte das Kloster unter ihr. Ausdruck dessen war der Neubau des Klosters 1492.

### Das Kloster in der frühen Neuzeit
Nach Einführung der Reformation in der benachbarten Reichsstadt Ulm (1531) unternahm diese Reformationsversuche in Söflingen, obwohl Kaiser Kaiser Karl V. der Stadt den Missbrauch der Schutzherrschaft über das Kloster verboten hatte. Dem Kloster gelang es, seine politische Selbstständigkeit und damit auch den Erhalt des katholischen Bekenntnisses zu bewahren. Jedoch gab es bis ins 17. Jahrhundert hinein immer wieder Reformationsversuche seitens der Stadt Ulm.
Während des Dreißigjährigen Krieges hatte das Kloster unter beiden Kriegsparteien, der protestantischen Union wie der katholischen Liga zu leiden. In den Hauptkriegsjahren 1643 bis 1648 fand der Konvent Zuflucht in Ulm.
Nach dem Dreißigjährigen Krieg erholte sich das Kloster wieder. Ende des 17. und Anfang des 18. Jahrhunderts ließ das Kloster die Klosterkirche sowie Gebäude auf dem Klostergelände neu bauen. Außerdem wurden in einigen zu Söflingen gehörenden Orten Kapellen und Kirchen neu errichtet.
Trotz der misslungenen Reformationsversuche war Ulm weiterhin danach bestrebt, seine Herrschaft über das Kloster Söflingen und dessen Territorium zu erhalten. Das Kloster dagegen versuchte, sich der Schutzherrschaft der benachbarten Reichsstadt zu entledigen. In den Jahren 1768 bis 1773 kam es schließlich zu einem Prozess, der mit einem Vergleich endete: Das Kloster trat seine auf Ulmer Gebiet liegenden Güter in Mähringen, Lehr, Jungingen, Breitingen, Holzkirch, Lonsee, Langenau, Weidenstetten, Söglingen und Bermaringen an Ulm ab, im Gegenzug verzichtete Ulm auf jegliche herrschaftlichen Ansprüche über Söflingen. Damit wurde das Kloster nach langen Prozess unmittelbares Reichsstift.
1775 wurde die Äbtissin ins Reichsprälatenkollegium aufgenommen und hatte damit einen Sitz auf den Reichstagen sowie auf den Kreistagen des Schwäbischen Reichskreises.
Als weltliche Territorialherrin, die lediglich dem Kaiser des Heiligen Römischen Reiches verantwortlich war, hatte die Söflinger Äbtissin nun auch die Hochgerichtsbarkeit für ihr Gebiet inne. 1777 sprach sie in dieser Funktion die ersten beiden Todesurteile aus.

### Territorium der Reichsabtei
Die lange angestrebte Reichsunmittelbarkeit erlangte das Kloster erst im Jahr 1773. Ab 1775 gehörte die Äbtissin des Klarissenklosters zur Schwäbischen Prälatenbank im Reichsfürstenrat des Reichstags. Zum Territorium des Söflinger „Klosterstaates“ gehörten nun bis zur Säkularisation die dem Kloster verbleibenden Orte und Güter, nämlich Söflingen, Harthausen bei Ulm, Ermingen, Eggingen, Schaffelkingen bei Ulm, Burlafingen und weitere einzelstehende Häuser und Gehöfte.

### Säkularisation
Nach dem Frieden von Lunéville ergriff das Kurfürstentum Bayern 1802, das heißt noch vor dem Reichsdeputationshauptschluss von 1803, Besitz von Kloster Söflingen und seinem Territorium. Die Nonnen erhielten die Erlaubnis, im Kloster zu bleiben, doch nach dem Tod der letzten Äbtissin im Jahr 1807 durfte keine Neuwahl mehr erfolgen. 1809 musste der Konvent das Kloster verlassen, da das Königreich Bayern ein Feldlazarett in den Gebäuden einrichten wollte.
1810 kam infolge des Grenzvertrages zwischen Bayern und Württemberg Söflingen unter württembergische Herrschaft. Die Nonnen durften zurückkehren, bis sie 1814 das Kloster definitiv verlassen mussten. Damit erlosch das seit rund 560 Jahren bestehende Kloster, das an seinem Ende das älteste, bedeutendste und vermögendste Klarissenkloster in Deutschland war.
Zum Kloster Söflingen gehörten bei der Aufhebung die Dörfer Söflingen, Harthausen, Ehrenstein und Schaffelkingen, Anteile an Böttingen, Burlafingen und Eggingen sowie Gefälle und Güter in vielen anderen, meist zur Reichsstadt Ulm gehörigen Orten. Das Söflinger Territorium hatte etwa viertausend Einwohner.
Die nicht unerheblichen Besitzungen des Klosters wurden größtenteils in Privathand verkauft, die Gebäude der Klausur 1818 abgebrochen. Die Klosterkirche besteht bis heute als Pfarrkirche der Gemeinde Söflingen weiter.

## Klosterkirche

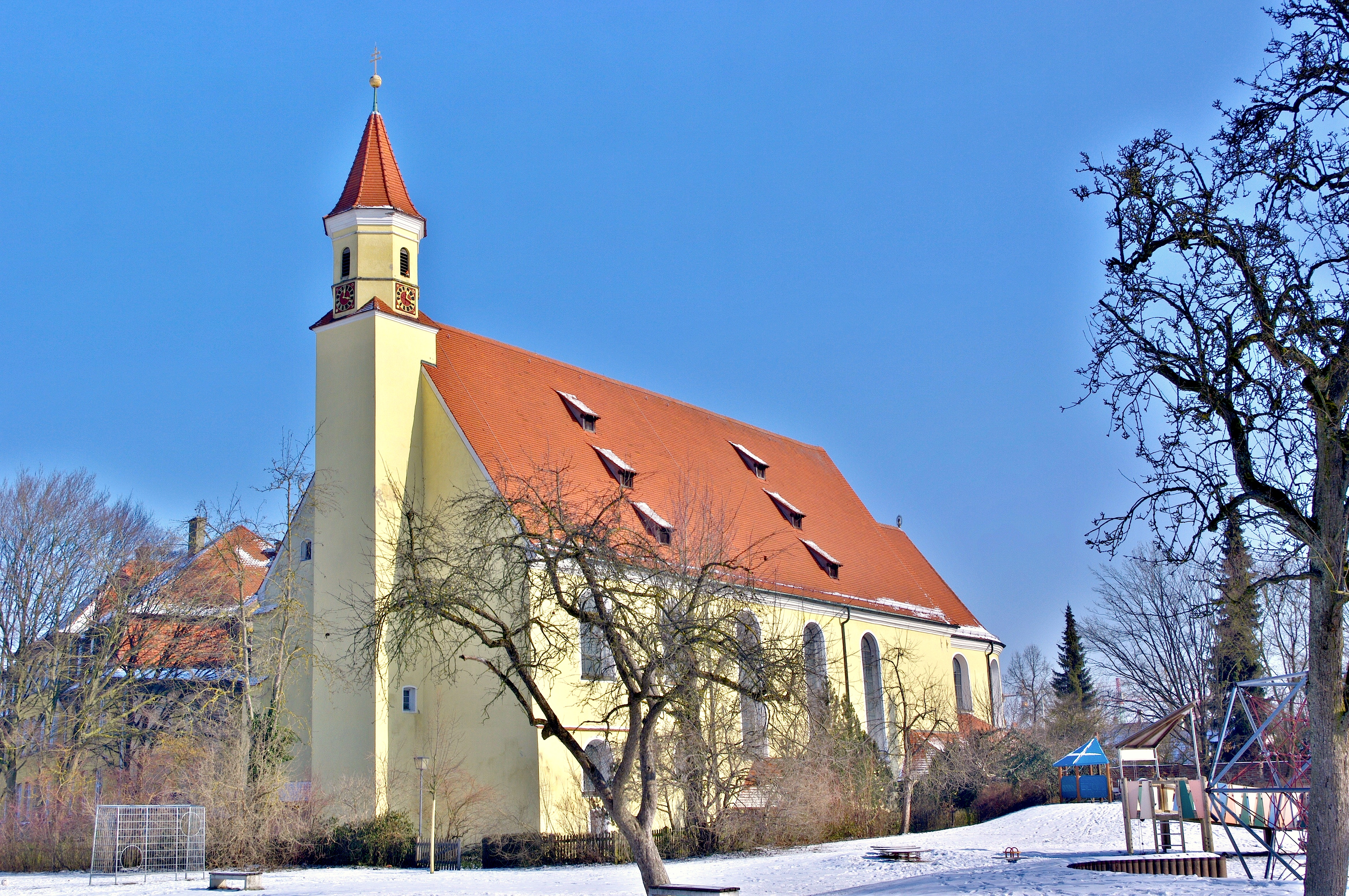
Ehemalige Klosterkirche Söflingen, heute Pfarrkirche Mariä Himmelfahrt

Ende des 17. Jahrhunderts wurde unter Leitung des Wessobrunner Baumeisters Caspar Feichtmayr eine neue, barock ausgestattete Klosterkirche erbaut. Die Grundsteinlegung erfolgte 1687, die Weihe im Jahr 1693.
1820/21 wurde der Innenraum der nunmehr ehemaligen Klosterkirche umgestaltet. Dabei wurde unter anderem der Nonnenchor abgebaut. Das 1822 entstandene Hochaltarblatt wurde von Konrad Huber gemalt.
Das Patrozinium der Kirche ist Mariä Himmelfahrt.

## Spätmittelalterliche Brief- und Liedsammlung
Bei der Reform des Klosters durch die Observantenbewegung gegen Ende des 15. Jahrhunderts wurden 62 Geschäfts- und Privatbriefe sowie sieben Lieder von den Ordensvisitatoren beschlagnahmt. Nach dem Bekanntwerden des kleineren Teils dieser Sammlung wurden diese als Amores Söflingenses bezeichnet und später zu Unrecht als Zeugnis des moralischen Niedergangs gewertet. Vielmehr geben diese Dokumente einen sowohl kulturgeschichtlich als auch zeitgeschichtlich bedeutsamen Einblick in das Leben des spätmittelalterlichen Klarissenkonvents, dessen Ordensfrauen sich in einer Phase, in der ihr Bettelordenskloster quasi zum Damenstift geworden war, durch die Ordensreform bedroht sahen.

## Äbtissinnen
- 1319: Mia von Kemnat[3]
- 1342/1343: Mye von Westerstetten[4]
- um 1351: Ymag(ina), die am 1. Mai 1366 Schwester Ymagina Trühendinger (= Gräfin von Truhendingen) genannt wurde[5]
- 1366: Margret[6]
- 1469–1484: Christina Strölin (abgesetzt)
- 1484–1508: Elisabeth Reichner
- 1513–1551: Cordula von Reischach
- um 1567: Regina von Rorpach zu Edelstetten
- um 1597–1603?: Anna Starin von Osternach
- 1684–1687: Euphrosina Rampf
- 1687: Kleopha Veeser
- 1687–1701: Angela Gräfin Slawata
- 1716–1739: Anna-Maria Cleopha Hunger (1674–1739)
- 1768–1774: Johanna Miller
- 1801–1802: Bonaventura Seelinger (letzte Äbtissin; † 1807)[7]

## Heutige Nutzung

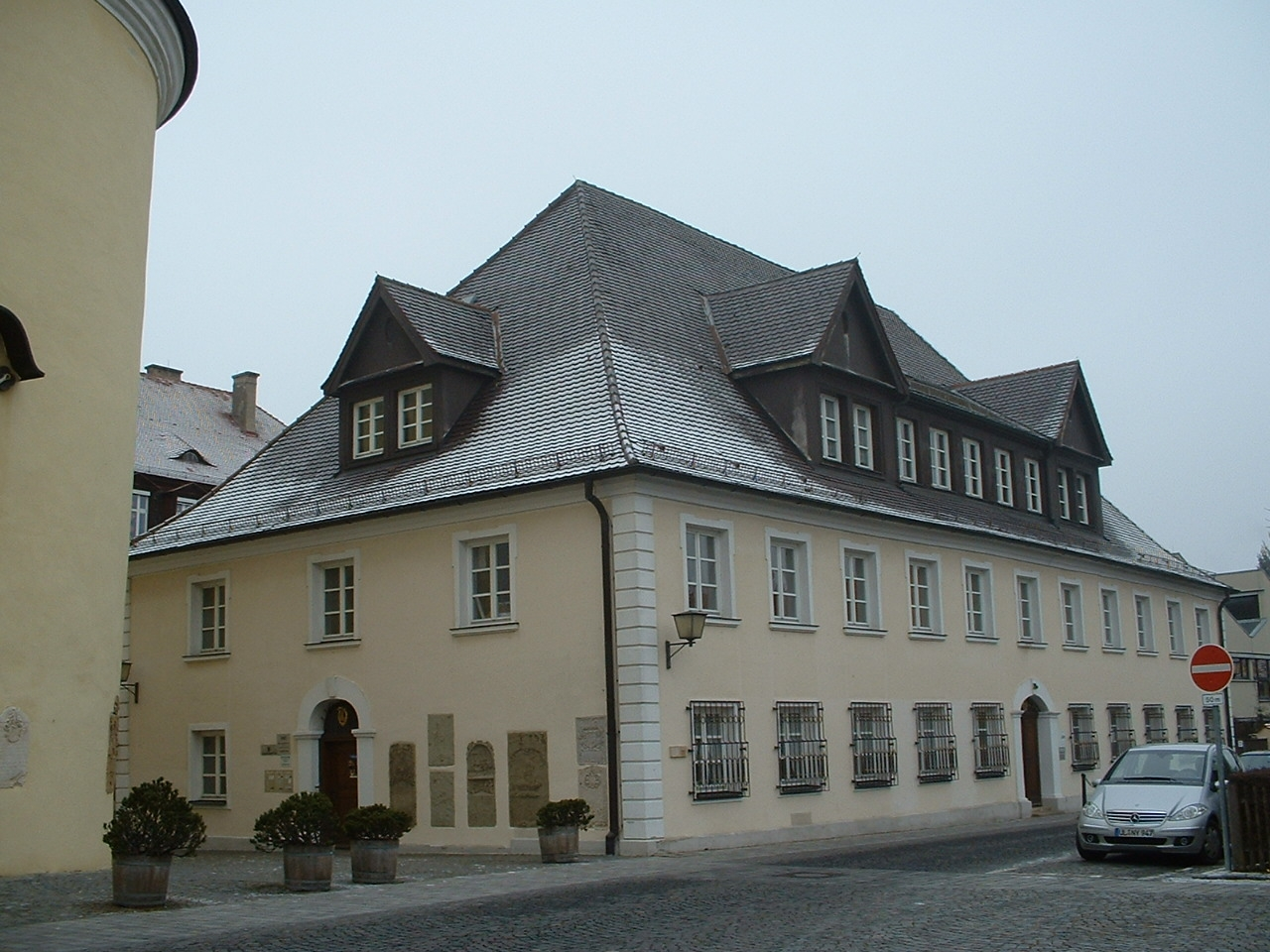
Ehemaliges Beichtväterhaus

Die von Caspar Feichtmayr erbaute und 1693 geweihte ehemalige Klosterkirche ist heute katholische Pfarrkirche.

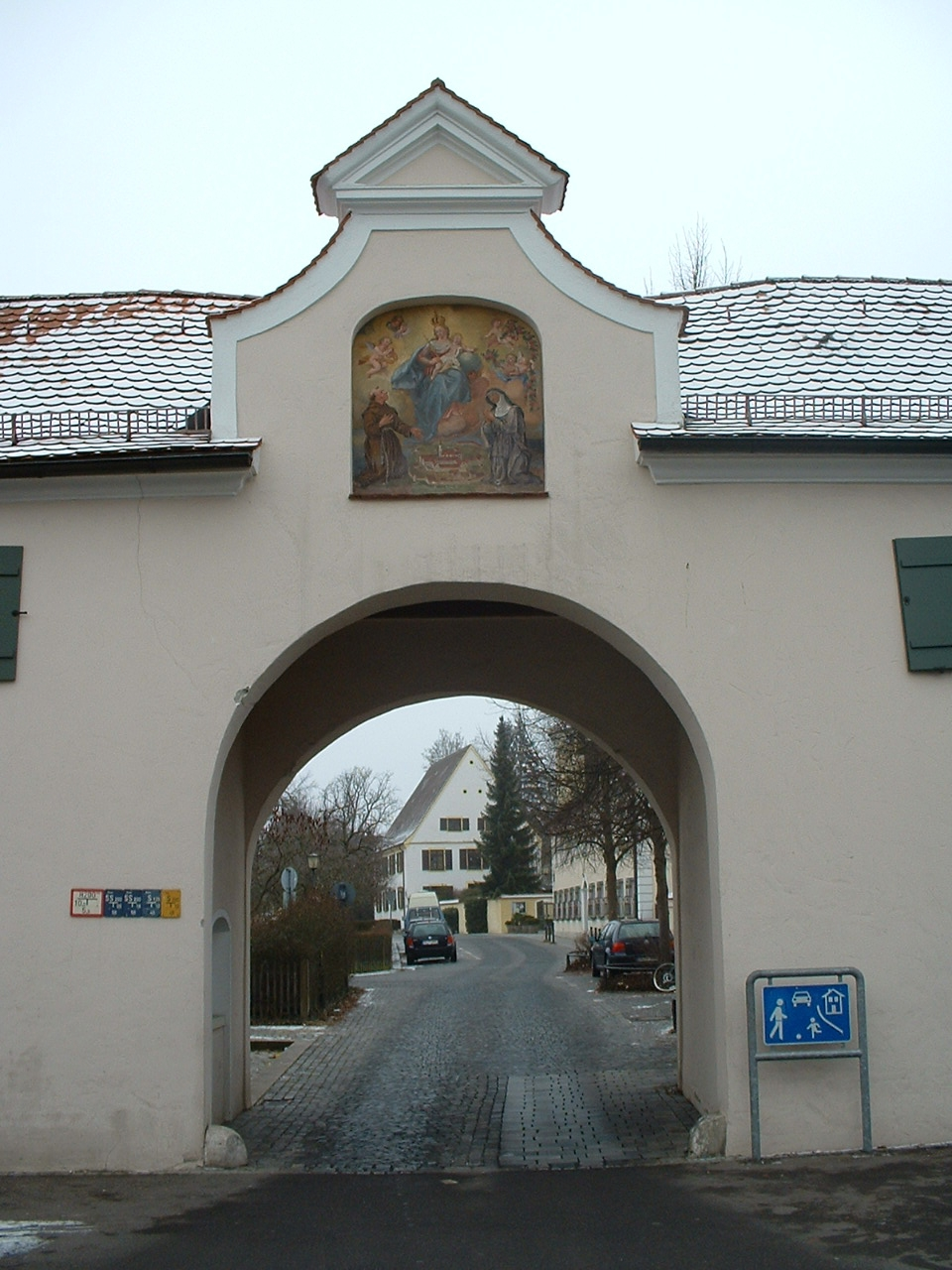
Klostertor

Das um 1492 erbaute, südlich der Kirche liegende ehemalige Wohnhaus der Äbtissin dient seit 1810 der katholischen Kirchengemeinde Mariä Himmelfahrt als Pfarrhaus.
Erhalten ist ebenfalls das nordöstlich der Kirche stehende Beichtväterhaus („Forsthaus“), das um 1690 wie die Klosterkirche von Caspar Feichtmayr erbaut wurde.
In der ehemaligen Klostermühle betreibt die Musikschule der Stadt Ulm eine Außenstelle.
Das Bräuhaus ist heute ein Mehrfamilienhaus.
Erhalten ist darüber hinaus das nördliche Klostertor.
Die Klausur, das eigentliche Klostergebäude mit den Wohnzellen der Nonnen, wurde 1818 abgerissen.

## Gedenken
In Ulm erinnern seit 2002 Gedenk-Stelen an zehn herausragende Frauen oder Frauengruppen der Stadtgeschichte, darunter auch die Klarissen. Eine der Stelen (Nr. 2) im Klosterhof Söflingen ist speziell den Klarissen gewidmet und ist Teil eines thematischen Rundgangs durch die Stadtgeschichte, dessen Verlauf und Nummerierung in einem zugehörigen Flyer dokumentiert sind.